# 鄭復言
鄭復言，浙江鄞縣人。明朝官員。
永乐四年（1406年）丙戌科二甲第四十四名進士，選庶吉士，參與修撰《永樂大典》，后應作賦文稱旨，授吏部主事，後升太僕寺少卿。